# Димитрис Зигурас
Димитрис Зигурас (на гръцки: Δημήτρης Ζυγούρας), известен също с партизанския псевдоним Палеологос (Παλαιολόγος), е гръцки учител и комунист, командир на партизанските части на Народноосвободителната армия на Гърция (ЕЛАС) и генерал-майор от Демократичната армия на Гърция в Гражданската война.

## Биография
Димитрис Зигурас е роден в 1914 година в населишкото село Вухорина, Македония, Гърция. Учи в педагогическото училище в град Кожани, след което работи като учител в селото си. В 1937 година е назначен за учител в село Пилори в Гревенско. Като младши лейтенант от пехотния запас участва в Италианско-гръцката война от 1940 – 1941 година. С началото на тройната германо-италиано-българска окупация на Гърция се присъединява към Гръцката народноосвободителна армия (ЕЛАС). Получава псевдонима Палеологос и ръководи партизански батальон от селяни от своя край. Преплувайки река Бистрица (Алиакмонас) със своя отряд и преминавайки зад вражеските линии, той изиграва решаваща роля за впечатляващата победа на ЕЛАС в битката при Фардикамбос през март 1943 година, в която 621 италиански войници и офицери са пленени. Именно на него се предава командването на италианската част.
По време на Гражданската война (1946 – 1949) командва 16-а бригада на Демократичната армия на Гърция. Командващ 16-а бригада, през декември 1947 година участва в опита на ДАГ да превземе град Коница в Епир и в битката на ДАГ с правителствените части за планинската верига Грамос в Западна Македония през юни – август 1948 година. Впоследствие и с чин генерал-майор от ДАГ той поема командването на 9-а дивизия. С поражението на Демократичната армия през 1949 година той се озовава за няколко месеца в СССР, в Ташкент, а след това в Румъния. Историкът Т. Геросис пише, че Зигурас е сред 10-те висши офицери от ДАГ, които са учили от 1950 година и в продължение на 3 години във Военната академия Фрунзе в Москва.
Зигурас прекарва по-голямата част от живота си в изгнание в Букурещ, където работи като топограф. От 1950 година е кандидат-член на Централния комитет на Комунистическата партия на Гърция. След разцеплението на партията в 1968 година се присъединява към еврокомунистическата фракция – Комунистическата партия на Гърция (вътрешна). Връща се в Гърция в 1979 година. Умира в Атина в 1999 година.
Още докато е в Букурещ, той започва да пише мемоарите си, които завършва след завръщането си в Гърция и публикува под заглавието „Голямото пътуване: национална съпротива, гражданска война, политическа емиграция“.